# Discografia de Ana Moura
A discografia de Ana Moura, uma cantora portuguesa conhecida principalmente pelo seu trabalho na área do fado, compreende sete álbuns de estúdio, uma coletânea e um álbum ao vivo. Ana Moura já vendeu mais de um milhão de discos no mundo todo, sendo uma das recordistas de vendas de discos em Portugal.

## Álbuns de estúdio
| Ano  | Nome                    | Detalhes | Posição nas Tabelas | Posição nas Tabelas | Posição nas Tabelas | Vendas                 | Certificações     |
| Ano  | Nome                    | Detalhes | POR                 | ESP                 | BEL                 | Vendas                 | Certificações     |
| ---- | ----------------------- | --- | ------------------- | ------------------- | ------------------- | ---------------------- | ----------------- |
| 2003 | Guarda-me a Vida na Mão | - Lançamento: 2003 - Formatos: CD, download digital - Editora: Universal                                                        | 28                  | —                   | —                   | - : 10.000             | - AFP: Ouro       |
| 2004 | Aconteceu               | - Lançamento: 2004 - Formatos: CD, download digital - Editora: Universal                                                        | 29                  | —                   | —                   | - : 7.000              |                   |
| 2007 | Para além da Saudade    | - Lançamento: 2007 - Formatos: CD, download digital - Editora: Universal                                                        | 4                   | —                   | —                   | - : 60.000             | - AFP: 3× Platina |
| 2009 | Leva-me aos Fados       | - Lançamento: 2009 - Formatos: LP, CD, download digital - Editora: Universal                                                    | 2                   | —                   | —                   | - : 40.000             | - AFP: 2× Platina |
| 2012 | Desfado                 | - Lançamento: 2012 - Formatos: LP, CD, download digital - Editora: Universal                                                    | 1                   | 39                  | 198                 | - : 90.000 - : 300.000 | - AFP: 6× Platina |
| 2015 | Moura                   | - Lançamento: 2015 - Formatos: LP, CD, download digital - Editora: Universal                                                    | 1                   | —                   | —                   | - : 45.000 - : 100.000 | - AFP: 3× Platina |
| 2022 | Casa Guilhermina        | - Lançamento: 2022 - Formatos: LP, CD, download digital, streaming - Lançamento independente (distribuição Sony Music Portugal) | 1                   |                     |                     |                        |                   |

## Álbuns ao vivo
| Ano  | Nome    | Detalhes                                                | Vendas    | Certificações  |
| ---- | ------- | ------------------------------------------------------- | --------- | -------------- |
| 2008 | Coliseu | - Lançamento: 2008 - Formatos: DVD - Editora: Universal | - : 8.000 | - AFP: Platina |

## Compilações
| Ano  | Nome              | Detalhes                                                                               | Posição nas Tabelas | Posição nas Tabelas | Posição nas Tabelas | Vendas     | Certificações  |
| Ano  | Nome              | Detalhes                                                                               | POR                 | ESP                 | BEL                 | Vendas     | Certificações  |
| ---- | ----------------- | -------------------------------------------------------------------------------------- | ------------------- | ------------------- | ------------------- | ---------- | -------------- |
| 2011 | Ana Moura         | - Lançamento: 2011 - Formatos: CD, download digital - Editora: Universal Music         | 8                   | —                   | —                   | - : 15.000 | - AFP: Platina |
| 2017 | Best of Ana Moura | - Lançamento: 2017 - Formatos: 2CD, download digital - Editora: Universal Music / Fnac | —                   | —                   | —                   |            |                |

## Participações em outros discos
O seguinte é uma lista de faixas que não se encontram em álbuns de Ana Moura e que aparecem em compilações, tributos e álbuns de outros artistas:
- 2004 - "Fado Varina" (in 'Novo Homem na Cidade' (tributo a Carlos do Carmo), Universal)
- 2004 - "Filha das Ervas" (in 'A Tribute to Amália Rodrigues', World Connection)
- 2004 - "Amor Em Tons De Sol Maior"  (in 'Álbum Branco do Fado', CNM)
- 2005 - "De Nua" [com Sara Tavares] (in 'Balancé', World Connection)
- 2008 - "No Expectations" / "Brown Sugar" (in 'Stones World - The Rolling Stones Project II, Sunny Side, Tames Records)
- 2011 - "Pássaro Voz" [com Fernando Alvim] (in 'Os Fados e as Canções do Alvim', Universal)
- 2012 - "Janelas Abertas nº 2" (in 'A Tribute to Caetano Veloso', Universal), com direção de áudio e arranjos musicais de José Mário Branco[16]
- 2013 - "Novo Fado Alegre" [com Carlos do Carmo] (in 'Fado é Amor', Universal)
- 2013 - "Sabe Deus" [com Idan Raichel] (in 'Quarter to Six', Cumbancha)
- 2015 - "O Recomeço: Cessar Fogo, Pt. 2" [com Aldina Duarte] (in 'Romances', Sony)
- 2015 - "Maldição" (in 'Amália. As Vozes do Fado' (tributo a Amália Rodrigues), Universal)
- 2015 - "Valentim" [com Bonga] (in 'Amália. As Vozes do Fado' (tributo a Amália Rodrigues), Universal)
- 2015 - "Eu Seguro" [com 'They're Heading West'] (in 'They're Heading West', Pataca Discos)

## Antologias
- 2012 - "O Melhor do Fado - Ana Moura" (Planeta DeAgostini)

Caso Arrumado / E Viemos Nascidos do Mar / O que Foi que Aconteceu / Águas Passadas / Porque Teimas Nesta Dor / Guarda-me a Vida na Mão / Mapa do Coração / Os Búzios / Às Vezes / Venho Falar dos Meus Medos / No Expectations / Não é Um Fado Normal